# مدیریت برند
مدیریت برند (به انگلیسی: brand management) شامل طرح یک وعده، به اجرا در آوردن آن وعده و سپس حفظ و پاسداشت آن وعده است. این کار مستلزم تعریف برند، کسب موقعیت برای برند و عرضه برند است. مدیریت برند هنر روزنامه‌نگاری برند و خلق و زنده نگاه داشتن یک نام تجاری است. 
مدیریت برند با داشتن دانش و آگاهی کامل از اصطلاحی به نام تجاری آغاز می‌گردد و شامل قولی است که به مشتری داده می‌شود (قولی که اگر به آن عمل نشود باعث عدم رضایت مشتری می‌گردد).
مدیریت برند چیزی جز هنر ایجاد و حفظ نام تجاری نیست. نام تجاری باعث می‌گردد تا مشتریان به یک کسب و کار متعهد گردد .

## اجزای مدیریت برند
مدیریت برند شامل مدیریت ویژگی‌های محسوس و نامحسوس نام تجاری است.
- ویژگی‌های محسوس(ملموس): خود محصول، قیمت، بسته بندی، و غیره‌است.
- ویژگی‌های نامحسوس(غیر ملموس): تجربه مشتریان و در مورد خدمات نامحسوس، شامل ارتباط عاطفی با محصول / خدمت می‌باشد.

از این نظر، مدیریت تجربه برند، امروزه حایز اهمیت است. 

## اجزای مدیریت تجربه برند
در یک برنامه مدیریت تجربه برند، سه مفهوم کلیدی اندازه‌گیری می‌شود:
- وفاداری به برند: این شاخص که عموما از طریق بازخورد مشتری‌های فعلی اندازه‌گیری می‌شود، نشان می‌دهد مشتری چقدر تمایل به خرید و تعامل مجدد با برند را دارد. نیت و انگیزه برای خرید مجدد، اصلی‌ترین بُعد مفهوم وفادارای به برند است.

- تصویر برند (brand image): مشتریان، در طول زمان، درک مشخصی از برند پیدا می‌کنند و تصویری در ذهن آن‌ها شکل می‌گیرد سنجش و اندازه‌گیری تصویر برند، کمک می‌کند شکاف میان آن‌چه می‌خواهید از برند شما در ذهن مصرف‌کننده شکل بگیرد با آن‌چه در واقعیت شکل گرفته‌است را، درک کنید.

- آگاهی از برند: هدف اصلی اغلب نظر سنجی‌‌های آگاهی از برند پاسخ به این پرسش است: چند درصد بازار هدف از وجود برند ما آگاهی دارند؟[۴]